# Tit Afrani
Tit Afrani (en llatí Titus Afranius o Titus Afrenius) va ser un dels líders confederats a la Guerra Màrsica l'any 90 aC.
Juntament amb Judacili (Judacilius) i Publi Ventidi (Publius Ventidius) va derrotar el legat Gneu Pompeu Estrabó i el va empaitar fins a Firmum, prop de la qual els confederats van ser derrotats i Afrani va morir en la batalla. També se l'anomena Tit Lafreni (Titus Lafrenius).